# Joe Hatchiban

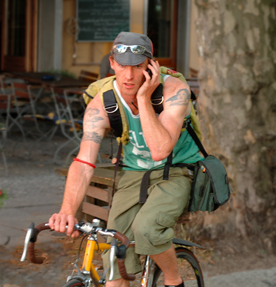
Joe Hatchiban 2009 in Berlin, Prenzlauer Berg

Joe Hatchiban (* 1973 in Dublin, bürgerlich Gareth Lennon) ist ein irischer Musikveranstalter in Berlin.

## Leben und Wirken
In seiner Jugend boxte Gareth Lennon. Mit 25 beendete er nach mehreren Niederlagen als Amateurboxer seine sportliche Karriere. Er studierte in Dublin Germanistik und arbeitete in Portugal als Koch. Seit 2003 lebt er in Berlin, wo er als Fahrradkurier arbeitet.

## Bearpit-Karaoke

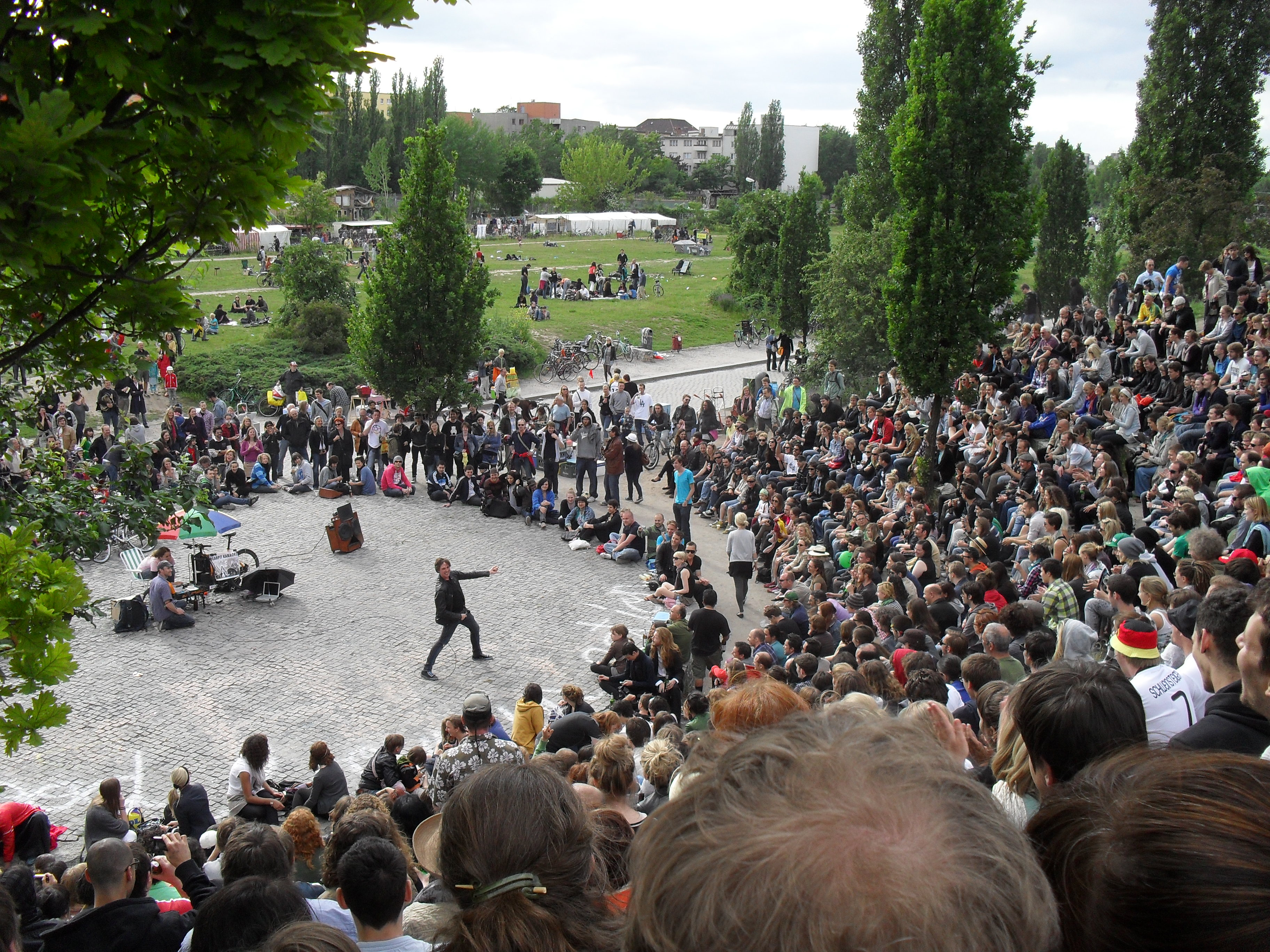
Bearpit-Karaoke 2010 im Berliner Mauerpark

Seit dem Jahr 2009 veranstaltet Gareth Lennon als Joe Hatchiban im Sommerhalbjahr eine Karaoke-Show im Amphitheater des Mauerparks in Prenzlauer Berg. Die Bearpit-Karaoke mit einem mobilen Sound-System findet an 23 Sonntagen zwischen 15 Uhr und 20 Uhr beziehungsweise Sonnenuntergang statt und wird durchschnittlich von über 1000 Zuschauern auf der Freilichtbühne besucht. Joe Hatchiban selbst singt in seiner Show jeweils das erste und das letzte Lied des Tages.
Um die Veranstaltung gab es mehrere Auseinandersetzungen. Einer Entscheidung des Bezirksamtes Pankow 2012 zufolge sollte Hatchiban jährlich nur noch für 12 Veranstaltungen gegen 1500 € Nutzungsgebühren im Mauerpark eine Sondernutzungserlaubnis erhalten, da andere Künstler benachteiligt werden würden. Das Amt revidierte die Entscheidung. 2018 war die Karaokeshow als einzige von einem durch die AfD erwirkten sonntäglichen Konzertverbot im Mauerpark ausgenommen. Im März 2019 wurde die Karaokeshow vorübergehend für die Dauer von Bauarbeiten untersagt.
Die Karaokeshow Joe Hatchibans gilt bei Berlintouristen als Attraktion und wird in mehreren Reiseführern aufgeführt.